# 19 octobre 1936
Le 19 octobre 1936 est le 293e jour de l'année 1936 du calendrier grégorien. Il s'agit d'un lundi.

## Événements

### Politique
- Élections législatives en Norvège.

## Naissances
- James Bevel, activiste américain
- Jean Boulègue, historien français
- Lothar Brandler, alpiniste et cinéaste allemand
- Sylvia Browne, médium américaine
- Paulinus Costa, ecclésiastique bangladais
- Shelby Grant (en), actrice américaine
- Rolf Kuhrt, peintre et sculpteur allemand
- Tony Lo Bianco, acteur et réalisateur américain

## Décès
- William Chapple (en), homme politique néo-zélandais (72 ans)
- Giovanni Battista Borea d'Olmo (it), homme politique italien (105 ans)
- Lu Xun, écrivain chinois (55 ans)